# 魔物獵人 (遊戲)
《魔物獵人》是由卡普空開發及發佈的PlayStation 2動作遊戲，為《魔物獵人系列》首個主要遊戲。本作於2004年3月11日在日本發佈，並分別於同年9月21日及2005年5月27日在北美及PAL區發佈。本作後來推出資料片《魔物獵人G》，於2005年1月20日在日本發佈。同年，本作被重製成《魔物獵人攜帶版》，平台為PlayStation Portable，於2005年12月1日在日本發佈。
儘管本作大部份任務都可以在離線狀態下一人完成，線上任務亦是本作的一大重點。遊戲的離線任務並不包括所有怪物，且獎勵亦相對低。相反，線上任務包括所有怪物，且獎勵亦相對高。因此，線上任務為玩家所注目。

## 遊戲
在遊戲中，玩家需要扮演獵人並完成各種任務，亦需要透過完成任務來賺取收入和獲取素材以升級裝備，並升自己的獵人等級。玩家亦可以在線上集合四位獵人一起完成線上任務。

### 任務
在遊戲中，玩家能夠從村長或公會中接受任務。這些任務以難度分級，等級介於1至8星。高等級任務需要在完成上一級大部份任務才能解鎖。村長任務主要分為四種：狩獵任務、採集任務、捕獲任務及事件任務。狩獵任務即狩獵一隻或數隻特定魔物；採集任務即採集一些特定物件；捕獲任務即在沒有殺死特定魔物的情況下以陷阱捕獲牠們。
事件任務為線上任務。每個星期都會有一個新的事件任務供所有獵人參與，而這些事件任務均沒有固定的難度與種類。一些事件任務更能提供罕有的素材供玩家製造強裝備。
遊戲中的所有任務皆允許玩家死亡兩次。每次死亡都會扣除1/3報酬金。當玩家第三次死亡時，報酬金就會降至零，任務就會失敗。部份任務更不允許玩家死亡。

### 線上遊戲
本作一直都為玩家提供線上遊戲伺服器。日本國外的伺服器於2007年12月31日正式停止提供服務，而日本的伺服器則延至2011年7月1日才停止提供服務。

## 魔物獵人G
《魔物獵人G》是《魔物獵人》的擴充版，於2005年1月20日在日本發佈。同年，本作被重製和移植至PlayStation Portable上，並以「魔物獵人攜帶版」之名發佈。
本作相對前作新增了諸多新要素，如武器雙劍、新怪物及「亞種」怪物的出現。2009年4月23日，《魔物獵人G》被移植至Wii平台上，並被重新發佈。

## 銷售
遊戲於2004年3月11日發佈後，截至2013年3月23日已售出了50萬份遊戲。其中28萬份在日本售出、11萬份在北美售出、以及8萬份在歐洲售出。
《魔物獵人》的續作《魔物獵人G》在2005年1月20日發佈後，截至2013年3月23日已在日本售出了25萬份遊戲。

## 續作
《魔物獵人》的續作《魔物獵人2》於2006年2月16日在日本發佈，而《魔物獵人2》的續作《魔物獵人攜帶版2nd》和《魔物獵人攜帶版2nd G》則分別於2007年8月28日和2008年3月27日發佈。
《魔物獵人2》的續作《魔物獵人3》起初是以PlayStation 3作平台，但後來被改為Wii。該作於2009年8月1日在日本發佈。

## 外部連結
- （日語）魔物獵人官方網站 （页面存档备份，存于）
  - （日語）魔物獵人G官方網站 （页面存档备份，存于）
  - （日語）魔物獵人攜帶版官方網站 （页面存档备份，存于）
- 《魔物獵人》北美首頁 （页面存档备份，存于）
- 《魔物獵人》歐洲首頁 （页面存档备份，存于）